# Generación Adidas
Generación Adidas es una empresa conjunta entre la Major League Soccer y USSF destinadas a elevar el nivel de los jóvenes talentos del fútbol en los Estados Unidos. El programa, auspiciado por Adidas, alienta a la pronta entrada (sin graduación universitaria) de jugadores de Estados Unidos en la MLS . Hasta 2005, el programa fue patrocinado por Nike y fue llamado Proyecto-40.
Carlos Parra fue el primer jugador egrasado de proyecto-40 cuando firmó con la liga y fue asignado a MetroStars en 1997. Desde entonces, el programa ha incluido a jugadores como Tim Howard, Josh Wolff, DaMarcus Beasley, Maurice Edu, Carlos Bocanegra, Clint Dempsey, Jozy Altidore, Ben Olsen, Bobby Convey, Bakary Soumare, Sascha Kljestan, Michael Parkhurst, Danny Califf, Freddy Adu, Brad Guzan y Michael Bradley.
Los jugadores de Generación Adidas no cuentan para el registro de la MLS y por lo general ganan un salario mucho más alto que el mínimo de la liga. Al entrar en el programa clasifica automáticamente como un jugador profesional y por tanto, descalifica a jugar al fútbol universitario. Como consecuencia de ello, los jugadores de Generación Adidas también tienen garantizadas becas para continuar su educación universitaria.